# 上海市質子重離子醫院

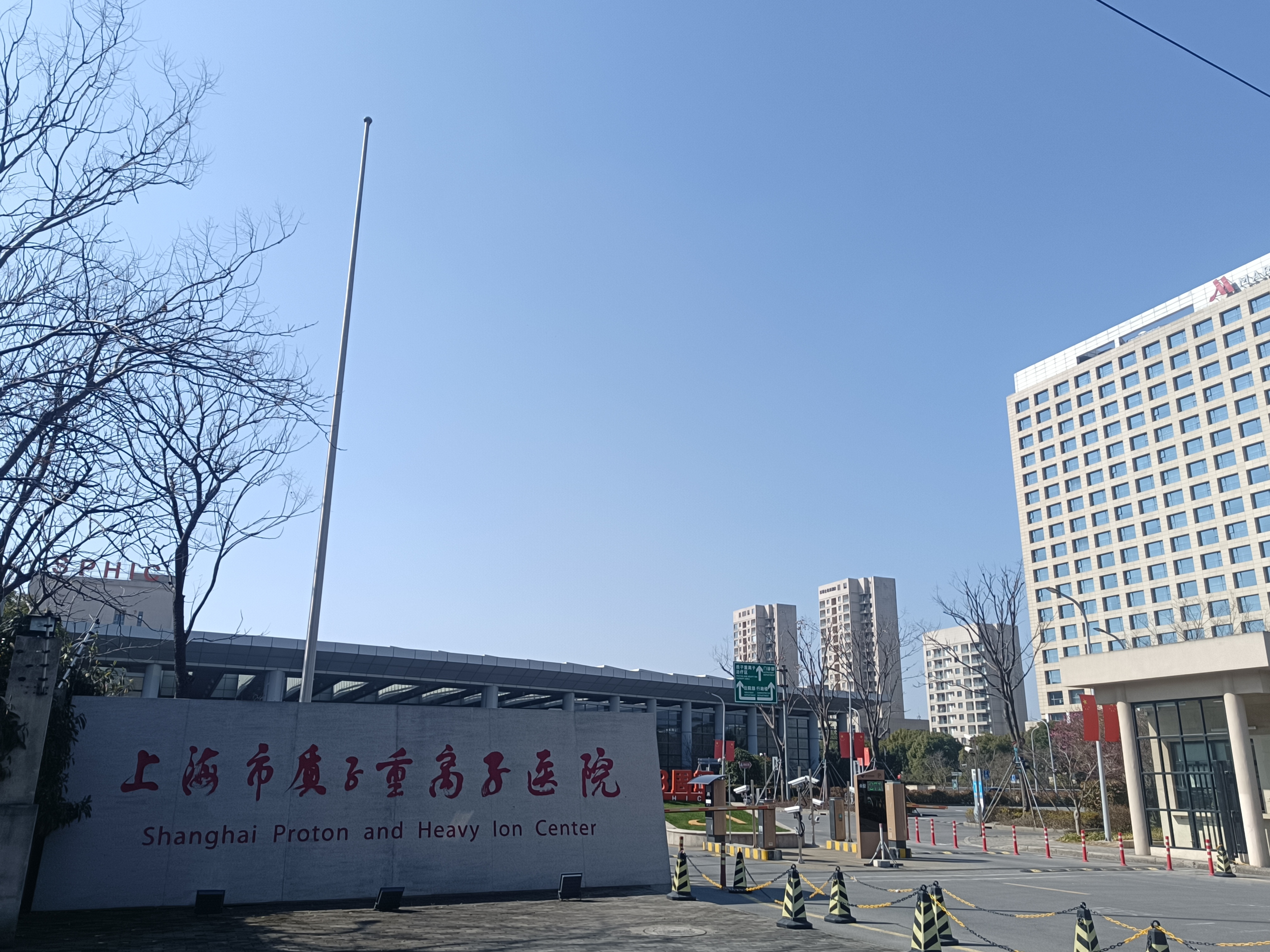
医院大门

上海市質子重離子醫院有限公司暨复旦大学附属肿瘤医院质子重离子中心、上海市质子重离子临床技术研发中心，是中華人民共和國上海市浦東新區的一家通過质子重离子放射治疗癌症患者的醫院，占地150亩，於2015年5月正式開業。

## 歷史
2001年，上海市卫生局启动质子重离子加速器项目。2009年，上海市质子重离子医院项目开工，2015年5月8日正式运营。截至2018年，上海市質子重離子醫院是中華人民共和國唯一一家收治病人的粒子放疗中心。

## 其他
該醫院收治的病人中有六成患者罹患鼻咽癌、颅内颅底肿瘤、肺癌、肝癌、前列腺癌。2019年時，病人平均住院治疗费用約為31万元人民幣左右。

## 外部連結
- 官方网站